# Servien
De voornaam Servien is een variant van de oorspronkelijke Latijnse achternaam Severinus, die afstamt van het woord severus dat streng betekent.
Varianten van deze naam komen ook voor in het Italiaans, Frans, Spaans en Portugees; iedere taal heeft zo zijn eigen variant op de naam Severinus. Severinus was de naam van vele vroegere heiligen binnen het christendom, zoals de 4e-eeuwse bisschop van Keulen of de 6e-eeuwse rooms-katholieke filosoof die gemarteld werd door de Ostrogotische koning Theodorik. De naam Severinus werd ook door een paus gedragen.
Het is ook heel goed mogelijk dat de naam Servien een variant is van de naam Serafim; in het christendom en het jodendom is dit de hoogste rang der engelen, namelijk de Serafijnen, de naam Serafim komt vaak voor in Zuid-Europese landen.

## Mannelijke varianten
- Serafim (Grieks, Russisch)
- Serafino (Italiaans)
- Séraphin (Frans)
- Séverin (Frans)
- Seve (Spaans)
- Severi (Fins)
- Severin (Roemeens, Catalaans, Occitaans)
- Severino (Italiaans, Spaans, Portugees)
- Severo (Italiaans, Spaans)
- Søren (Scandinavisch, Duits)
- Sören (Duits)

## Vrouwelijke varianten
- Serafima (Russisch, Roemeens)
- Serafina (Italiaans)
- Seraphine (Frans)
- Severina (Italiaans, Portugees, Kroatisch, Duits, Latijn)
- Séverine (Frans)